# Horvát Tiszta Jogok Pártja
A Horvát Tiszta Jogok Pártja (horvátul: Hrvatska čista stranka prava, rövidítve HČSP) egy 1992-ben alapított horvát szélsőjobboldali politikai párt. A párt azt állítja, hogy az azonos nevű, a 20. század elején tevékenykedett jobboldali szerbfób történelmi párt ideológiai utódpártja, amely Horvátország önrendelkezési jogát hirdette abban az időben, amikor Horvátország még az Osztrák–Magyar Monarchia és a Jugoszláv Királyság része volt. A 2011-es horvát parlamenti választáson a Dr. Ante Starčević Horvát Jogok Pártja és a Horvát Tiszta Jogok Pártja alkotta koalíció egy parlamenti mandátumot szerzett.

## Története
A Horvát Tiszta Jogok Pártja az Ante Starčević, Eugen Kvaternik és Petar Vrdoljak által 1861 júniusában alapított Jogok Pártja, majd az Ante Starčević, Josip Frank, Eugen Kumičić és Mile Starčević által 1895-ben alapított Tiszta Jogok Pártja ideológiai örökösének tekinti magát. 1990 februárjában az Ante Starčević által alapított Jogok Pártja utódjaként megújult a Horvát Jogok Pártja. A párt belső konfliktusai miatt azonban nem minden jobboldali horvát csatlakozott hozzá.
Ezért 1992. december 12-én azzal a céllal alapították meg a megújult Horvát Tiszta Jogok Pártját, hogy minden jobboldalit egyetlen jobboldali politikai pártba tömörítsenek. A Horvát Tiszta Jogok Pártja alapító közgyűlésén elfogadták a Horvát Jobboldali Harmóniáról és Szövetségről szóló Nyilatkozatot, amely ezeket a célokat tartalmazza. A Horvát Tiszta Jogok Pártja megalakulása óta kiáll a jobboldaliak egyesítése mellett. 1994 februárjában megállapodás született a Horvát Jogok Pártjával való egyesülésről. Ezt a megállapodást azonban 1996 februárjában felbontották, így a Horvát Tiszta Jogok Pártja az 1996. október 26-i közgyűlésen megújította munkáját, és továbbra is a jobboldaliak egy politikai pártban való egyesítése mellett áll ki. A Horvát Tiszta Jog Párt alapítója és első elnöke egy zágrábi ügyvéd, a horvát szabadságért és függetlenségért régóta harcoló Ivan Gabelica volt. 
Ivan Gabelica 1995 és 1999 között volt a horvát parlament tagja. Egy másik jobboldali párt, a HSP 5 képviselőt szerzett a 2003-as választásokon, de a következő, 2007-es választásra a párt gyengült, részben a hagyományos jobboldali ideológiától való eltérése miatt. A 2009-es önkormányzati választásokon a párt a HČSP-HSP-HSS koalícióban többséget szerzett Ružić, Promina és Unešić községekben, és jelentős sikereket ért el Makarskában is (a szavazatok 30%-a a városi tanácsban). A fővárosban, Zágrábban a párt nem lépte át a meghatározott küszöböt. 6427 szavazatot kapott, ami az összes szavazásra jogosultak 0,8%-a.
A 2011-es horvátországi választásokon a HČSP és a HSP - Dr. Ante Starčević koalíciója egy mandátumot szerzett a horvát parlamentben. A képviselői mandátumot az HSP - Ante Starčević jelöltje, Ruža Tomašić szerezte meg a 10. választókerületben. A közös lista második helyén a HČSP jelöltje, Ivan Gabelica végzett. A HČSP-nek is van testvérpártja Bosznia-Hercegovinában, a Bosznia-Hercegovinai Horvát Tiszta Jogok Pártja.

## Ideológiája
A párt támogatja az Usztasa, és a Független Horvát Állam (NDH) és vezetőjének, Ante Pavelićnek az örökségét. A HČSP hivatalos honlapján Pavelić 120. születésnapjának megünneplése látható, a párttagok pedig azzal fejezték ki hűségüket, hogy virágot helyeztek el szülei sírján, és részt vettek a Pavelić tiszteletére szentelt misén. Luka Podrug, a HDZ vezette koalíció jelöltje a 2015-ös parlamenti választáson csodálatát fejezte ki Usztasa iránt. Nyilvánosan is elismerte, hogy ő a „felelős” a spliti HOS elesett tagjainak emlékművén elhelyezett „Za dom spremni” usztasa tisztelgésért. A spliti temetőben 2006. április 10-én megünnepelte az NDH megalakulását, mondván, hogy ez egy olyan nap, amelyet minden normális horvát tisztel és ünnepel, mint a gyermeke születésnapjához hasonló napot.
A HČSP pártpolitika lusztrációt vezetne be a horvát rendszerbe, és megszüntetné az együttműködést a volt Jugoszláviával foglalkozó Nemzetközi Törvényszékkel. A párt ellenzi az EU- és NATO-tagságot. A belső politikai céljai között szerepelne az abortusz betiltása és az azonos neműek házasságának tiltása. Eltörölné a lázadásban részt vevő szerbeknek adott amnesztiát, valamint ellenzi a szerbek visszatérését.

## Politikai tevékenység
A párt bejelentette, hogy 600 000 kunát költ a 2007-es választási kampányra. A 2007-es választások legfiatalabb indulója, Kristina Posavec kijelentette, hogy azért választotta a HČSP listáját, mert „az ellenzi az EU-, és a NATO-tagságot és felemeli szavát a melegházasságok ellen”.
Josip Miljak volt pártvezető az egyik választási vitában kijelentette, hogy „az INA profitja Magyarországra, a MOL-ba, a zsidó fővárosba kerül, nekünk viszont csak a környezetszennyezés marad”. E nyilatkozat után Goran Beus Richembergh, a HNS-től és Tonino Picula, az SDP-től tiltakozásul elhagyta a tévéstúdiót.
2012 áprilisában a HČSP kísérletet tett egy nemzetközi szélsőjobboldali és neonáci konferencia és találkozó megszervezésére Zágrábban. Az esemény nem valósult meg, mivel a horvát belügyminisztérium betiltotta.
A HČSP tagjai hangsúlyozottan részt vesznek a Zagreb Pride és a jasenovaci koncentrációs tábor áldozatairól tartott megemlékezések elleni tüntetéseken.

## Pártszervezet

### Elnökök
- Ivan Gabelica
- Luka Podrug
- Tadija Barun
- Josip Miljak
- Davor Trbuha

A HČSP elnöke, Davor Trbuha vállalkozó, a horvátországi háború horvát veteránja. A HČSP Zágráb Megyei Tanácsának és a HČSP Zaprešići Kirendeltségének elnöke. Jelenleg a Zágráb megyei Nikola Šubić Zrinski Horvát Védelmi Szövetség elnöki posztját tölti be, valamint tagja a Zágráb Városi és Zágráb megyei Veterán Szövetségek Koordinációja igazgatótanácsának.

### Alelnökök
Alelnökök: A HČSP alelnökei Ivan Iličić és Damir Banić.

## A párt ifjúsági szervezete
A HČSP ifjúsági szervezete a Hrvatska starčevićanska mladež (Horvát starčevićista fiatalok). A szervezet a jobboldali politikai orientációjú, erkölcsös és példamutató életvitelük által összekötött fiatalokat tömöríti. A szervezet a Horvát Tiszta Jogok Pártja keretein belül működik, végrehajtja annak programját, tiszteletben tartja annak alkotmányát és alapelveit, Ante Starčević tanításait és tiszteletben tartja az általános erkölcsi elveket.
A HČSP ifjúsági szervezete 1992-ben kezdte meg tevékenységét „Hrvatska starčevićanska pravaška mladež” néven, és 1996. október 26-án a Horvát Tiszta Jogok Pártja II. közgyűlésén Hrvatska Starčevićanska Mladež névre változtatta a nevét. A szervezet fiataljainak jelentős része a HOS, a HV és a HVO különböző egységein keresztül vett részt Horvátország védelmében.
A HČSP ifjúsági szervezete Horvátország legerősebb, jobboldali és nemzeti jellegű ifjúsági szervezete. A fiatalok intenzív és számos kapcsolatot tartanak fenn a kapcsolódó európai baráti szervezetekkel.

## A Milan Šufflay Jogakadémia
A Milan Šufflay Jogakadémiát a HČSP működteti. Az akadémia a HČSP oktatási szerve, amelyet a neves horvát történészről, értelmiségi és jobboldali ideológusról Milan Šufflayról neveztek el, akit a belgrádi kormány hívei 1931-ben öltek meg nézetei miatt. A HČSP szerint: „Az Akadémia célja a jobboldali fiatalok szilárd jobboldali elvek szerinti politikai nevelése azzal a céllal, hogy az akadémia résztvevőit jobban felkészítse a politikában való további szerepvállalásra és általában az ismeretek megszerzésére.” Az akadémia fő célja egy új, fiatal jogászgeneráció létrehozása, amely a jog valamennyi ágát elsajátítva áll készen, hogy a horvát nemzeti testületek élére álljon.” Az akadémia elnöke Nikol Malić.

## A Kvaternik Egyetemi Klub
Az egyetemisták „Kvaternik” klubját a HČSP ifjúsága 2013. december 21-én alapította. A klub történelmi okokból Eugen Kvaternik nevét kapta, aki 1871-ben a Habsburg-ellenes felkelés vezetője volt, melynek során meggyilkolták. Eugen Kvaternik ugyanis a horvát egyetemisták körében korábban a horvát államiságért folytatott megalkuvást nem tűrő harcot, sőt a forradalomra való felhívást is jelképezte. Ma Kvaternik öröksége a horvát államiság eszméjéért, a szuverenitásért, a hagyományos és erkölcsi értékek megőrzésének eszméjéért, valamint az egészséges politikai szabadság eszméjéért folytatott megalkuvás nélküli küzdelmet szimbolizálja. A klub első elnökévé Zrinka Pezert, a Horvát Katolikus Egyetem 19 éves történészhallgatóját választották meg.

## Fordítás
- Ez a szócikk részben vagy egészben  a   Croatian Pure Party of Rights című angol Wikipédia-szócikk ezen változatának fordításán alapul.  Az eredeti cikk szerkesztőit annak laptörténete sorolja fel. Ez a jelzés csupán a megfogalmazás eredetét és a szerzői jogokat jelzi, nem szolgál a cikkben szereplő információk forrásmegjelöléseként.
- Ez a szócikk részben vagy egészben  a   Hrvatska čista stranka prava című horvát Wikipédia-szócikk ezen változatának fordításán alapul.  Az eredeti cikk szerkesztőit annak laptörténete sorolja fel. Ez a jelzés csupán a megfogalmazás eredetét és a szerzői jogokat jelzi, nem szolgál a cikkben szereplő információk forrásmegjelöléseként.